# یو یون جی
 یو یون جی (به کره‌ای:유연지 به انگلیسی: Yoo Yun-ji) (زاده ۲۲ ژوئیه ۱۹۸۳)  یک بازیگر  در کره جنوبی است.
او به دلیل بازی در  ایسان (مجموعه تلویزیونی) در نقش یون هوابین شناخته شد.